# Sybil Halpern Milton
Sybil Halpern Milton (* 6. Oktober 1941 in New York City; † 16. Oktober 2000 in Bethesda) war eine US-amerikanische Historikerin.

## Beruflicher Werdegang
Sie studierte am Barnard College, in Stanford und München. Sie war Archivdirektorin am Leo Baeck Institut (1974–1984) und leitende Historikerin am United States Holocaust Memorial Museum (1989–1997). Sie gehörte der Ende 1996 vom schweizerischen Bundesrat eingesetzten Unabhängigen Expertenkommission Schweizer – Zweiter Weltkrieg an.

## Schriften (Auswahl)
- mit Janet Blatter: Art of the Holocaust. New York 1981, ISBN 0-8317-0418-7.
- Sybil Milton: Photographs of the Warsaw Ghetto. Jahresband Nr. 3. Simon Wiesenthal Center, 1986 (englisch), Photographs of the Warsaw Ghetto Photographs of the Warsaw Ghetto (Memento vom 6. Juni 2016 im Internet Archive)
- In fitting memory. The art and politics of Holocaust memorial. Detroit 1991, ISBN 0-8143-2066-X.
- als Herausgeberin mit Henry Friedlander: Bundesarchiv of the Federal Republic of Germany, Koblenz and Freiburg. New York 1993, ISBN 0-8240-5577-2.
- als Herausgeberin mit Henry Friedlander: Zentrale Stelle der Landesjustizverwaltungen, Ludwigsburg. New York 1993, ISBN 0-8240-5580-2.